# Associació Europea de Diaris en Llengües Minoritzades o Regionals
L'Associació Europea de Diaris en Llengües Minoritzades o Regionals, en anglès, European Association of Daily Newspapers in Minority and Regional Languages o Minority Dailies Association (MIDAS), és una associació políticament independent sense afany de lucre amb seu a l'Acadèmia Europea de Bolzano (EURAC). Es va crear l'any 2001 a proposta dels caps de redacció dels diaris de més de 10 comunitats lingüístiques, per tal de coordinar conjuntament estratègies i cooperar en l'intercanvi d'informació, impressió i publicitat, per a l'organització de campanyes per a la venda de les seves publicacions i el suport de les institucions europees a les llengües minoritàries i als mitjans de comunicació.

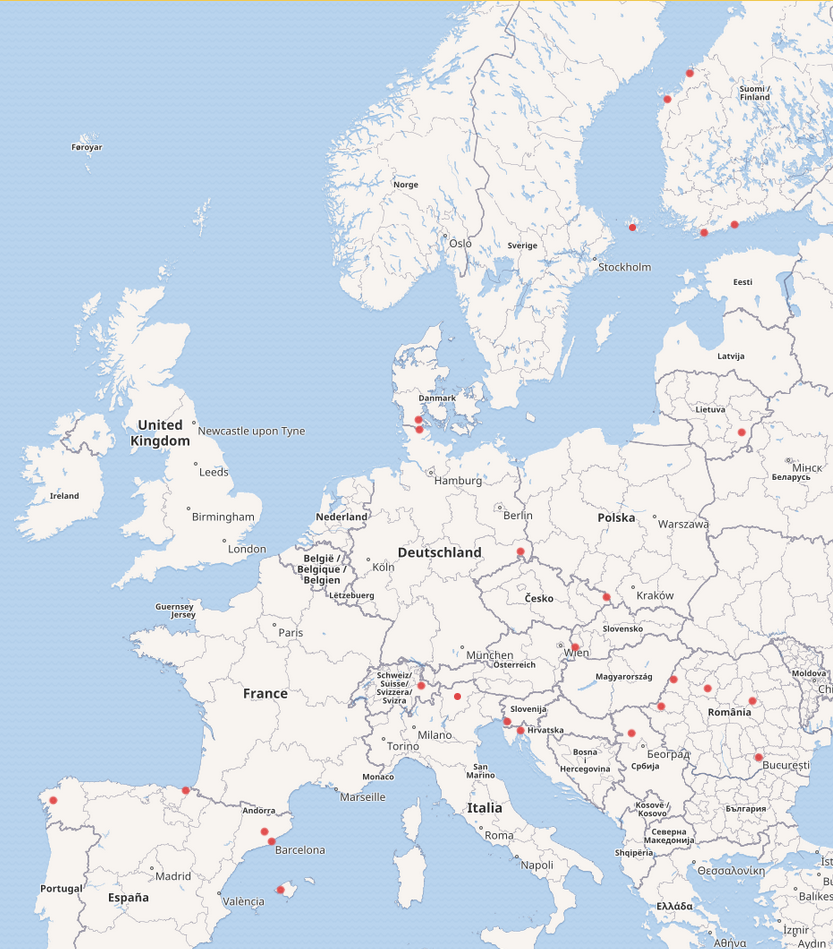
Membres de l'Associació Europea de Diaris en Llengües Minoritzades o Regionals. [https://w.wiki/6qcA Mapa interactiu

Agrupa més d'una trentena de capçaleres, dels territoris i les llengües que es detallen a continuació:
- Alemanya: el Flensborg Avis en danès i alemany, i el Serbske Nowiny en sòrab.
- Bèlgica: el Grenz-Echo en alemany.
- Croàcia: La Voce del Popolo en italià.
- Dinamarca: el Der Nordschleswiger en alemany.
- Eslovàquia: l'Új Szó en hongarès.
- Estònia: el Molodezh Estonii en rus.
- Finlàndia: el Hufvudstadsbladet,, el Västra Nyland, el Vasabladet i l'Österbottens Tidning en suec.
- Galícia: el Galicia Hoxe en gallec.
- Illes Åland: l'Åland i el Nya Åland en suec.
- Irlanda del Nord: Lá Nua en gaèlic irlandès, es deixà de publicar a finals del 2008.[3]
- Letònia: el Vesti Segodnya en rus.
- Lituània: el Kurier Wilenski en polonès.
- País Basc: el Berria en èuscar.
- Països Catalans: l'Avui, el Diari de Balears, El Punt, El 9 Nou i el Regió 7 en català, i El Periódico de Catalunya i el Segre en català i castellà.
- Romania: l'Allgemeine Deutsche Zeitung für Rumänien en alemany, i el Bihari Napló i el Szabadság en hongarès.
- Suïssa: La Quotidiana - Die Südostschweiz en retoromànic.
- Tirol del Sud: el Tageszeitung en alemany, i el Dolomiten en alemany i en ladí parcialment.
- Trieste: el Primorski Dnevnik en eslovè.